# Флорес (Гватемала)
Флорес (исп. Flores) — город и одноимённый муниципалитет в Гватемале. Административный центр департамента Петен. Население города — 38 186 (2018 г). Численность населения муниципалитета — 42 960 человек (2020 г).
Старая часть города находится на острове озера Петен-Ица, который соединён с остальными района города небольшой дамбой. Неподалёку от Флореса находятся города Санта-Елена и Сан-Бенито.
До XVIII века на месте Флореса находился город майя Тайясаль.